# Мохамед Яссін Абузраа
Мохамед Яссін Абузраа (нар. 7 жовтня 1996) — марокканський футболіст, захисник «Реал Фарми».

## Життєпис
З юних років проживає в Україні. До 2020 року виступав у чемпіонаті Одеси та обласному чемпіонаті за клуби «Сегедка» й «Тарутине». Наприкінці лютого 2021 року повернувся на батьківщину, де підписав професіональний контракт з одним з місцевих клубів. Проте вже в березні 2021 року повернувся до України, де після успішного перегляду уклав договір з «Реал Фармою». У футболці нового клубу дебютував 19 березня 2021 року в програному (1:3) виїзному поєдинку 13-го туру групи Б Другої ліги України проти запорізького «Металурга». Мохамед вийшов на поле в стартовому складі та відіграв увесь матч.